# 堀津村
堀津村（ほっつむら）はかつて岐阜県羽島郡に存在した村である。
長良川東岸の村であり、現在の羽島市堀津町および堀津町○○である。

## 歴史
- かつてこの地域は尾張国中島郡であったが、1586年（天正14年）の大洪水により木曽川の流れが大きく変わり、この地域は美濃国に編入され、美濃国中島郡となる。
- 江戸時代末期、この地域は天領であった。
- 1889年（明治22年）7月1日 - 町村制により堀津村が成立。
- 1897年（明治30年）4月1日[1] - 羽栗郡と中島郡が合併して羽島郡となる。
- 1954年（昭和29年）4月1日 - 正木村、足近村、小熊村、竹ヶ鼻町、上中島村、下中島村、江吉良村、福寿村、桑原村と合併し羽島市が発足。同日堀津村廃止。

## 教育
- 堀津村立堀津小学校 （現・羽島市立堀津小学校）

中学校は竹ヶ鼻町の組合立竹鼻中学校（現・羽島市立竹鼻中学校）
- 後に組合立中島中学校 （現・羽島市立中島中学校）